# Champigny, Marne

Champigny este o comună în departamentul Marne, Franța. În 2009 avea o populație de 1,301 de locuitori.